# Villa Pizzicato
Die Villa Pizzicato ist ein Landhaus aus dem 18. Jahrhundert in San Giorgio a Cremano in der italienischen Region Kampanien. Es liegt im Gebiet der Miglio d’oro, in der Via Pittore, 65.

## Beschreibung
Das Gebäude ist heute sehr heruntergekommen und fast hinter all den imposanten Gebäuden, die es umgeben, versteckt.
Einige Spuren der ursprünglichen Anlage aus dem 18. Jahrhundert sind aber noch erhalten geblieben, wie z. B. zwei alte Brunnen aus Piperno und ein Teil der Exedra, die zum Garten führt, in dem heute verschiedene mehrstöckige Gebäude stehen.
Weitere barocke Ausschmückungen, die bis heute trotz der wiederholten Umbauten an der Villa erhalten sind, sind einige Verzierungen aus Stuck im Innenhof und auf der Panoramaterrasse zum Meer hin, auf der auch die mit Stäben verzierte Ecke und die Balustrade aus Piperno erhalten sind.